# クレヨンしんちゃん2 “オラとわんぱくごっこだゾ”
『クレヨンしんちゃん2 “オラとわんぱくごっこだゾ”』は、バナレックスより1993年10月22日に発売されたゲームボーイ用ソフト。臼井儀人の漫画作品『クレヨンしんちゃん』を題材としたアクションゲームである。

## 概要
前作『クレヨンしんちゃん “オラとシロはお友達だよ”』同様、主人公・野原しんのすけを操作して進むアクションゲーム。ステージは全5ステージに増加し、制限時間が廃止され、前作ではアイテムを取っていない状態では踏みつけ攻撃しかできなかったのに対し、シャボン玉攻撃も出来るようになった。
本作では「よい子スタンプ」なるスタンプを1ステージごとに5つ集めるという努力目標も生まれた。最後にみさえに見せるとその数に応じてチョコビやしんちゃん人形といった残り人数を増やせるアイテムを貰える。スタンプは全て見つけなくてもクリアすることは可能であるが、全て集めると真エンディングが見られる。

## 基本操作とシステム
基本は前作と同じく十字キーで移動。Aボタンでジャンプ、十字キー↑で電柱や木に登ったり物陰に隠れて敵をやり過ごせる。また店の前では店に入ることが出来る。十字キー↓でしゃがみ、そのまま移動も出来る。十字キー↑+Aボタンで電柱や木にしがみつき、十字キー↓＋Aボタンで木や電柱、屋根などから降りる。Bボタンでシャボン玉を発射できる。
いじめっ子に接触したり、穴に落下したり、制限時間を過ぎるとお手付き数が減り、全てなくなるとゲームオーバーとなるが、3回までコンティニューできる。

## ステージ
| ステージ | タイトル             | ストーリー |
| -------- | -------------------- | --- |
| 1        | ゆうえんちにいくゾ   | 遊園地に遊びに来た野原家。しかし、しんのすけは見勝手な行動で両親と迷子になってしまう。                             |
| 2        | ほんやさんにいくゾ   | しんのすけは自分の作った絵本「ぶりぶりざえもんのぼうけん」を置いてもらう為にシロと本屋へ行くことに。               |
| 3        | おいかけっこをするゾ | しんのすけはチータこと川村やすおの新しい運動靴をうっかり踏んでしまった。怒ったやすおはしんのすけを追いかけてきた。 |
| 4        | スーパーにいくゾ     | 部屋を散らかしていたしんのすけは母のみさえにカンタムロボをお預けにされ、スーパーに行ってお買い物をすることになる。 |
| 5        | おにがしまにいくゾ   | しんのすけは目を覚ますと知らない所にいた、そこでみさえに言われるがまま鬼退治をすることに･･･。                      |

## アイテム
チョコビー
20個集めるとお手付き数が1つ増える。
しんちゃん人形
お手付き数が1つ増える。
運動靴
一時的に移動速度が上がる。
子供用スタミナドリンク
一時的にジャンプ力が上がる。
アクション仮面変身セット
一定時間アクション仮面に変身する。変身中は無敵であり、アクションビームをBボタンで発射可能。
よい子スタンプ
1ステージごとに5つ隠されているスタンプ。ある地点を通過したり、電柱や軒の後ろに回りこむと入手。持っていれば、いじめっ子の攻撃を受けてもミスにはならないが、その分失われる。ステージ2のみ失った分を取り戻せる。

## ミニゲーム
ミニゲームモードでも遊べるが、ステージ中にも登場する。ステージ中では成績に応じてご褒美が貰える。
かみずもう
ステージ1で登場。十字キー+←とAボタンで土俵を叩き、相手の力士を土俵の外に出せば勝利。片方のボタンばかり押しているとバランスを崩して倒れてしまう。計４回対戦する。番付外→幕下→幕内→横綱の順に強くなる。
カンケリ
ステージ2で登場。公園でしんのすけを操作し、友達が隠れていそうな所でAボタンを押し、出て来た友達より早くカンの場所に戻らないとゲーム終了となる。通常のカンケリと同じく、友達が自分から缶を蹴りに行くこともあり、その際はシロが吠えて知らせてくれる。探せる回数は5回までであり、友達が自分から缶を蹴りに行くことも1回としてカウントされる。友達を見つけるごとに速さが上がる。
サッカー
ステージ4で登場。実際はPK戦である。それぞれ3回ずつキックして、ゴールした方が多い方が勝利となる。
あっちむいてホイ
ステージ5で登場。じゃんけんに勝利し、勝ったら十字キーであっちむいてホイをする。「ミニゲームであそぶ」では2ポイント先取制だが、「しんちゃんとあそぶ」モードでは1ポイント勝負。

## 前作・続編
- クレヨンしんちゃん “オラとシロはお友達だよ”（1993年4月9日発売）
- クレヨンしんちゃん3 オラのごきげんアスレチック（1994年3月26日発売）
- クレヨンしんちゃん4 “オラのいたずら大変身”（1994年8月26日発売）
- クレヨンしんちゃん オラのごきげんコレクション（1996年12月20日発売）

## 関連書籍
- ゲームボーイ完璧攻略シリーズ(16)クレヨンしんちゃん2 “オラとわんぱくごっこだゾ”必勝攻略法 - 双葉社、1993年11月20日、ISBN 4-575-28261-8

攻略本。前作のミニゲームの内容も解説している。

## その他
発売元の株式会社バナレックスは元々はバンダイのグループ企業で、2007年に株式会社ナムコ・サポーターズと合併して株式会社バンダイナムコビジネスサービスとなり、その後2012年に株式会社バンダイナムコビジネスアークに社名を変更。現在はバンダイナムコグループの管理業務サポートを行っている。バナレックスとして発売したゲームは、本作と、本作と同年に発売された『ゴーストスイーパー美神 除霊師はナイスバディ』（スーパーファミコン）の二作のみ。